# Absolute Hits 2010
Absolute Hits 2010 er et dansk opsamlingsalbum udgivet 29. november 2010 af EMI. Albummet er en dobbelt-cd bestående af nogle af de største hits fra især sidste halvdel af år 2010.

## Trackliste

### Cd 1
1. Katy Perry: "California Gurls"
2. Rasmus Seebach: "Lidt I Fem"
3. Muse: "Neutron Star Collision"
4. Robbie Williams & Gary Barlow: "Shame"
5. Travie McCoy feat. Bruno Mars: "Billionaire"
6. B.o.B feat. Hayley Williams of Paramore: "Airplanes"
7. Flo Rida feat. David Guetta: "Club Can't Handle Me"
8. Infernal: "Love Is All…"
9. Gorillaz: "Stylo"
10. Tina Dickow: "Copenhagen" (Single version)
11. Marina & The Diamonds: "Hollywood"
12. Husspektakel: "Split Klubben Ad!"
13. Vinnie Who: "Remedy"
14. Professor Green feat. Ed Drewett: "I Need You Tonight"
15. A-Ha: "Butterfly, Butterfly (The Last Hurrah)"
16. Nabiha: "The Enemy"
17. Anna David: "BOW (For The Bad Girls)"
18. Pernille Rosendahl: "Secret Life"
19. Eliza Doolittle: "Skinny Genes"
20. Dizzy Mizz Lizzy: "Waterline" (Morten Breum remix)

### Cd 2
1. Robyn: "Dancing on My Own"
2. Medina: "Vi To"
3. Clara Sofie & Rune RK: "Når tiden går baglæns"
4. Lady Antebellum: "Need You Now"
5. Volbeat: "Fallen"
6. Jason Derulo: "In My Head"
7. Kylie Minogue: "All the Lovers"
8. David Guetta feat. Kid Cudi: "Memories"
9. Pet Shop Boys: "Together"
10. Stine Kinck: "Kom Med Mig"
11. Plan B: "She Said"
12. Swedish House Mafia feat. Pharrell: "One (Your Name)"
13. Naja Rosa: "When The Smoke Clears"
14. Amalie: "Du & Jeg"
15. Tinie Tempah feat. Eric Turner: "Written in the Stars"
16. Lucy Love: "Poison"
17. Goldfrapp: "Rocket"
18. UFO feat. Steffen Brandt: "Fallit"
19. 3OH!3: "Double Vision"
20. Biffo Clyro: "The Captain"